# ديفيد واينبرغ
ديفيد واينبرغ (بالإنجليزية: David Weinberg)‏ هو مجدف أمريكي، ولد في 2 مارس 1952 في بوسطن في الولايات المتحدة.

## وصلات خارجية
- ديفيد واينبرغ على موقع الاتحاد الدولي للتجديف (الإنجليزية)
- ديفيد واينبرغ على موقع اللجنة الأولمبية الدولية (الإنجليزية)
- ديفيد واينبرغ على موقع أوليمبيديا (الإنجليزية)